# Franklin County, Indiana
Franklin County är ett county i delstaten Indiana, USA, med 23 087 invånare. Den administrativa huvudorten (county seat) är Brookville.

## Geografi
Enligt United States Census Bureau har countyt en total area på 1 014 km². 1 000 km² av den arean är land och 14 km² är vatten.

### Angränsande countyn
- Fayette County - nord
- Union County - nordost
- Butler County, Ohio - öst
- Hamilton County, Ohio - sydost
- Dearborn County - syd
- Ripley County - sydväst
- Decatur County - väst
- Rush County - nordväst

### Orter
- Brookville (huvudort)
- Laurel
- Metamora